# Symétrie vectorielle
Pour les articles homonymes, voir Symétrie (homonymie).
En algèbre linéaire, une symétrie vectorielle est une application linéaire qu'on peut présenter de deux façons équivalentes :
- une application linéaire associée à  une décomposition de E comme somme de deux sous-espaces supplémentaires consistant, après avoir décomposé le vecteur en ses deux composantes, à changer le signe d'une des composantes
- une application linéaire involutive : elle vérifie s2 = Id.

## Définition par décomposition
En considérant (K,+,.) un corps, (E,+,•) un K-espace vectoriel, F et G deux sous-espaces vectoriels supplémentaires de E, la symétrie par rapport à F parallèlement à G est l'unique endomorphisme s de E tel que la restriction de s sur F est l'injection canonique de F dans E et la restriction de s sur G est l'opposé de l'injection canonique de G dans E.
N'importe quel vecteur x de E peut s'écrire d'une façon unique comme somme d'un vecteur de F et d'un vecteur de G : {\displaystyle \forall x\in E,\exists !(x',x'')\in F\times G,x=x'+x''}. La symétrie par rapport à F parallèlement à G est alors l'application :
{\displaystyle {\begin{matrix}s:&E=F\oplus G&\rightarrow E\\&x=x'+x''&\mapsto x'-x''\end{matrix}}}
Il est immédiat de remarquer que s ∘ s = IdE .

## Définition par involution
Si la caractéristique de K est différente de 2 alors, pour tout endomorphisme s de E tel que s ∘ s = IdE, les sous-espaces Ker(s - IdE) et Ker(s + IdE) sont supplémentaires, et s est la symétrie par rapport au premier, parallèlement au second.
La notion de symétrie vectorielle est liée à celle des projecteurs et projections.
- si p est un projecteur et {\displaystyle q=Id-p} sa projection associée alors {\displaystyle s=p-q} est une symétrie.
- Si la caractéristique de K  est différente de 2, si s est une symétrie, {\displaystyle p={\frac {1}{2}}(s+Id)} et {\displaystyle p={\frac {1}{2}}(s-Id)} sont ses projecteurs associés.

## Symétrie orthogonale
Dans un espace quadratique, la symétrie est dite  orthogonale si les sous-espaces F et G sont orthogonaux. Une symétrie orthogonale est une isométrie.